# Edward Michael Fincke
Edward Michael Fincke (Pittsburgh, Pennsylvania, 1967. március 14.–) amerikai pilóta, űrhajós, ezredes. Teljes neve Edward Michael "Mike" / "Spanky" Fincke. Orosz és japán nyelveken beszél.

## Életpálya
1989-ben Massachusettsi Műszaki Egyetemen, majd ösztöndíjjal a Moszkvai Légiközlekedési Intézetnél (ROTC) repülési és űrhajózási ismeretekből szerzett diplomát. 1990-ben belépett az amerikai légierőbe, ahol mérnökként szolgált. 1994-ben elvégezte a berepülőpilóta (teszt) képzőt, majd Floridában F–16 és F–15 repülőgépek tesztelését végezte. Több mint 800 órát töltött a levegőben, több mint 30 különböző fajta repülőgépen. 2001-ben az University of Houston–Clear Lake mesterképzésén égitestek földtanából diplomázott.
1996. május 1-től részesült űrhajóskiképzésben a Lyndon B. Johnson Űrközpontban, valamint a Jurij Gagarin Űrhajóskiképző Központban. Három űrszolgálata alatt összesen 381 napot, 15 órát és 11 percet töltött a világűrben. Szolgálata idején a leghosszabb űrbeli tartózkodás rekordját tartotta. Kilenc űrséta (kutatás, szerelés) során 48 órát és 37 percet töltött az ISS űrállomáson kívül. Nyelvismeretének köszönhetően Japánba került, megbízták a tesztpilóták összekötőjének.

## Űrrepülések
- Szojuz TMA–4 fedélzeti mérnöke,  az űrállomás tudományos tisztje. Első űrszolgálata alatt összesen 187 napot, 21 órát és 17 percet töltött a világűrben. Négy űrsétát (kutatás, szerelés) hajtott végre összesen 15 órát, 45 percet és 22 másodpercet töltött az űrállomáson kívül.
- Szojuz TMA–13 fedélzeti mérnök/ISS parancsnok. Második űrszolgálata alatt összesen 178 napot, 00 órát és 15 percet töltött a világűrben. Szereplőként vettek részt az első sci-fi film, az Apogee of Fear  készülésében.
- STS–134 az Endeavour űrrepülőgép 25., egyben utolsó repülésén küldetésfelelős. Harmadik űrszolgálata alatt összesen 15 napot, 17 órát és 39 percet töltött a világűrben. Három űrséta (kutatás, szerelés) alatt összesen 26 órát és 12 percet töltött az ISS-en kívül.

### Tartalék személyzet
- STS–108 az Endeavour űrrepülőgép fedélzeti mérnöke.
- STS–113 az Endeavour űrrepülőgép fedélzeti mérnöke.
- Szojuz TMA–8 fedélzeti mérnök
- Szojuz TMA–11 fedélzeti mérnök/ISS parancsnok